# Guraleus delicatulus
Guraleus delicatulus é uma espécie de gastrópode do gênero Guraleus, pertencente a família Mangeliidae.